# Mühlviertelradweg
Der Mühlviertelradweg (R5) führt über 251 Kilometer als Radfernweg von Kramesau nach Grein entlang der Grenze zu Bayern und Südböhmen.

## Sehenswertes entlang der Strecke
- Prämonstratenser Chorherrenstift in Aigen-Schlägl
- Bad Leonfelden Moor- und Kneippkurort
- Schloss Greinburg in Grein